# Comuna Vilia, Șumsk
Vilia (în ucraineană Вілія) este o comună în raionul Șumsk, regiunea Ternopil, Ucraina, formată din satele Novosilka, Tetîlkivți și Vilia (reședința).

## Demografie
Componența lingvistică a comunei Vilia
     Ucraineană (99,63%)
     Alte limbi (0,37%)
Conform recensământului din 2001, majoritatea populației comunei Vilia era vorbitoare de ucraineană (99,63%), existând în minoritate și vorbitori de alte limbi.